# Jyoti
Jyoti (17 grudnia 1985) – indyjska zapaśniczka walcząca w stylu wolnym. Zajęła trzynaste miejsce na mistrzostwach świata w 2006. Siódma na igrzyskach azjatyckich w 2014.
Brązowa medalistka mistrzostw Azji w latach 2013 - 2017. Czwarta na igrzyskach Wspólnoty Narodów w 2014. Wicemistrzyni mistrzostw Wspólnoty Narodów w 2005, 2007 i 2016. Szósta w Pucharze Świata w 2013 roku.